# Romeo, Michigan
Romeo är en ort i Macomb County i delstaten Michigan, USA.